# Hansjörg Vogel
Hansjörg Vogel (né le 16 mars 1951 à Berne) est un théologien suisse. Il a été évêque de Bâle de 1994 jusqu'à sa démission en 1995.

## Biographie
Le 28 novembre 1976, Hansjörg Vogel est ordonné prêtre. En tant que curé de la paroisse Sainte-Marie à Berne, il héberge des requérants d'asile, ce pour quoi il est condamné par la justice à une amende de 400 CHF.
Après son élection comme évêque de Bâle le 14 janvier 1994 et confirmation par le pape Jean-Paul II le 29 janvier 1994,, il est ordonné évêque le 4 avril 1994 par son prédécesseur, Otto Wüst. Les co-consécrateurs étaient l'évêque de Lausanne, Genève et Fribourg, Pierre Mamie, et l'évêque auxiliaire de Bâle, Joseph Candolfi.
En tant qu'évêque, il se prononce pour l'ordination d'hommes mariés. 
Le 2 juin 1995, Vogel démissionne, après avoir annoncé qu'il deviendrait bientôt père. Après la naissance de sa fille en septembre 1995, il a épousé sa mère, alors âgée de 42 ans.
De 1996 à 1998, il travaille comme chef de projet au service des réfugiés de l'Aide aux travailleurs suisses, puis comme assistant de recherche au centre thérapeutique de la Croix-Rouge suisse pour les victimes de torture à Berne. Il a également suivi une formation de psychologue analytique à l'Institut Carl Gustav Jung de Küsnacht. De janvier 2001 jusqu'à sa retraite anticipée en 2011, il travaille comme représentant à l'immigration et à l'intégration du canton de Lucerne.

## Publications
- (de) Busse als ganzheitliche Erneuerung. Praktisch-theologische Perspektiven einer zeitgemässen Umkehrpraxis, dargestellt am Fastenopfer der Schweizer Katholiken, Freiburg im Üechtland, Universitäts-Verlag, coll. « Praktische Theologie im Dialog » (no 4), 1990 (ISBN 3727806664)